# Albula argentea
Albula argentea,  vrsta morske ribe iz zapadnog Pacifika. Pripada porodici Albulidae.
Ova vrsta prvi puta je opisana je 1801. godine kao Esox argenteus. Naraste maksimalno 70 cm. Mrijesti se na otvorenom moru. 